# Chiesa di Santa Marta (Buggiano)
La Chiesa di Santa Marta è un edificio sacro di Buggiano, frazione di Borgo a Buggiano, provincia di Pistoia, regione Toscana.

## Storia
Fu edificata come cappella del vicino monastero di Santa Marta, fondato nel 1517 per volontà del Comune di Buggiano, che invitò a tale scopo un gruppo di monache dal monastero di Santa Scolastica a Buggiano Castello. Ha assunto l'aspetto attuale nel 1775 quando le monache "con denaro raccolto tra loro, l'abbellirono con fregi e dipinti per un culto più appropriato". 
Nel 1866 il vicino monastero fu acquistato dal Comune di Buggiano per trasformarlo nel nuovo municipio. Nel 1924 la cappella, divenuta anch'essa di proprietà comunale, divenne famedio per i caduti nella Prima guerra mondiale.

## Descrizione
La chiesa presenta una facciata barocca e anche l'interno a una sola navata è decorato con stucchi e e decorazioni baroccheggianti. L'aula custodisce due dipinti dedicati alla titolare della cappella, uno dei quali, una Santa Marta che doma il drago, fu dipinto nel 1561 da Benedetto Pagni per il monastero stesso.
Nell'interno sono anche una Assunzione della Vergine del pittore uzzanese Alessandro Bardelli sul primo altare di destra, ed un San Benedetto nell'atto di risuscitare un bambino, opera settecentesca di Alberigo Carlini, un frate minore di Pescia, allievo di Ottaviano Dandini e Sebastiano Conca.